# Mirău
Mirău – wieś w Rumunii, w okręgu Giurgiu, w gminie Stoenești. W 2011 roku liczyła 177 mieszkańców.